# Enceinte de Thionville
L'enceinte de Thionville est un ancien ensemble de fortifications qui protégeait la ville de Thionville, dans le département de la Moselle. Déclassée en 1902 à l 'époque de l'Alsace-Lorraine, elle est alors en  grande partie détruite dans un but d'expansion urbaine de la ville ; plusieurs vestiges subsistent au XXIe siècle.

## Le Moyen Âge
D'après M. Teissier, il n'est pas probable que Thionville ait été environné de murailles défensives avant le Xe siècle, soit pour les bâtiments de la résidence royale, soit pour les maisons d‘habitation qui en dépendaient. Le Villa regia du VIIIe siècle devait embrasser sur la rive gauche plus de terrains que la ville du XIXe siècle, en y comprenant jusqu’aux extrémités du second glacis ; mais ces terrains, occupés par le palais et tous ses accessoires, par de vastes jardins, par des vergers, etc., ne devaient pas avoir pour limites de hautes et épaisses murailles qui eussent attristé ce séjour.
Les incursions des Normands et des Hongrois firent sentir la nécessité d’une enceinte de murs et de fossés qui mit à l‘abri d'un coup de main. Thionville, devenu un lieu fortifié, n'eut plus qu'une étroite enceinte que la Moselle bornait au sud-est : c'était de ce côté une défense naturelle ; les jardins du palais durent être sacrifiés ou au moins mis au dehors. Les barbares, dans leurs invasions, n’avaient pas dû ménager la demeure des empereurs, eux qui ailleurs s'étaient attachés avec rage à détruire les monuments auxquels était uni le nom de Charlemagne ; soit qu'il les eût élevés, soit qu'il n'en fût que le restaurateur. Ainsi, dès le XIe siècle, on ne voyait plus sans doute que des ruines du palais et de ses dépendances.
Ce qui est appelé « le Château » est bien réellement l'emplacement du château féodal des comtes de Luxembourg. L'unique débris qui soit resté ici du château est la Tour-aux-Puces ou Tour de Thion ; cependant il n'est pas avéré qu'elle ait cinq siècles d’existence en 1828. Les maisons de la rue de Luxembourg, adossées au château, ont encore en 1828 des traces de l’ancienne enceinte : dans  l'une, c'est une voûte ; dans une autre, le mur de revêtement d‘un fossé ou les pieds-droits d‘une entrée. il y avait, du château à cette rue, une communication voûtée assez large pour les voitures, on en voit l‘entrée bien conservée dans une grange encore existante au XIXe siècle.
Aux XIIIe, XIVe et XVe siècles, Thionville, d'après les écrivains du temps, était la place la mieux fortifiée du Luxembourg : c‘était le lieu de refuge de tout ce pays, on ne se trouvait en sûreté que là. En 1443, le duc de Bourgogne échoue devant Thionville, il marche sur Luxembourg et s’en empare en une nuit. Néanmoins ces fortifications ne consistaient encore qu'en une épaisse muraille, derrière laquelle se trouvait un étroit terre-plein, duquel les soldats tiraient sur l'ennemi par les embrasures des créneaux du parapet. Des tours construites aux angles et de distance en distance, dominaient ce terre-plein et servaient à en déloger l'ennemi en cas d'escalade ; les plates-formes de ces tours servaient aussi à découvrir une plus grande étendue des campagnes d'alentour, ainsi que du cours de la Moselle. Mais ces tours se flanquaient mal, leurs saillants n'étaient ni vus ni défendus, des tours imposaient plus à la vue qu'elles n'étaient profitables à la défense.
En avant des murailles était un fossé, large et profond, probablement rempli d'eau dans une grande partie de son développement ; ce fossé, avec contre-escarpe en maçonnerie, empêchait l'approche des machines de charpente dont on se servait pour aborder les places et battre les murailles en brèche ; il rendait aussi l'accès des murailles moins facile lors d'une tentative d'escalade, et plus périlleux pour les assaillants. Telle était la fortification dite ancienne, qui dura jusqu'au commencement du XVIe siècle.
Lors de l'avènement de Charles Quint au trône impérial en 1519, les thionvillois, d'après la rumeur d'une guerre prochaine entre ce nouvel empereur et le roi de France, se mirent à travailler aux fortifications à leurs propres frais. Dirigés par des ingénieurs, ils élevèrent sur la Moselle un nouvel ouvrage, recreusèrent leurs fossés, et partout réparèrent les brèches des murailles et toutes les dégradations que le temps et la guerre avaient fait éprouver. Il serait impossible de retracer ce que les ingénieurs, employant une doctrine encore dans l'enfance, firent alors pour coordonner l'ancien et le nouveau système.
Lors du siège de 1558, « on tenoit ceste place », dit Vincent Carloix, « pour des plus fortes qui fussent en l'obeyssance de l'empeureur. On l'estimoit imprenable. » ; sachant qu'a cette époque, elle n'avait aucune défense sur la rive droite, et c'était sur cette rive que le duc de Guise avait d'abord établi son attaque. En revanche, le long de la rive gauche de la Moselle, la ville était défendue par une longue courtine ainsi que par de hautes et larges tours, parmi lesquelles figurait la Tour-aux-Puces ; la courtine et les tours des angles étaient battues par les eaux de la Moselle. 
En 1828, on peut voir dans Thionville l’ancienne muraille d'enceinte du XVIe siècle dans les fondations de la terrasse qui va du chevet de la nouvelle halle au bled, à la rue de la Munitionnaire. En 1821, en creusant le terrain sur lequel est élevée la nouvelle prison civile d'alors, il a été aperçu des traces évidentes d‘anciens fossés ; ainsi l'ancienne enceinte, partant de l'extrémité de la terrasse, traversait le terrain de la place d'Armes, laissant dehors les deux tiers de son étendue au nord-ouest et allait gagner l'issue de la rue de la Vieille-Porte. Cette sortie de la ville était précisément le bâtiment nommé « le Magasin tortu », qui servait de magasin à poudre.

## Les fortifications modernes (1500-1643)

### Modernisation de l'enceinte existante
Dans la première moitié du XVIe siècle, dans un contexte de guerre entre la France de François Ier et les Pays-Bas de Charles Quint et face à la démocratisation de l'artillerie, l'enceinte de Thionville est modernisée : ses courtines sont remparées et en 1531, un premier bastion, dit de l'Eau (no 3), est construit au saillant nord-est de l'enceinte au bord de la Moselle,. En 1553, Giovanni Maria Olgiati et Sébastien van Noyen qui effectuent à la demande de Marie de Hongrie, gouvernante des Pays-Bas, un tour d'inspection des fortifications des Pays-Bas pour en proposer des améliorations passent à Thionville, la ville occupant alors une place stratégique face à la France,.

### La nouvelle enceinte
En 1558, au cours de la onzième guerre d'Italie, Thionville est assiégée et prise par la France, elle est rendue l'année suivante par la paix du Cateau-Cambrésis à Philippe II, fils de Charles Quint. Son enceinte est alors totalement remaniée selon un projet attribué à Sébastien van Noyen reprenant ses propositions faites dans son plan d'amélioration de la place. La nouvelle enceinte est plus large, comportant sept bastions. Les cinq nouveaux bastions (1, 4, 5, 6, 7) sont selon la conception de van Noyen à orillons, leurs flancs étant dotés de places basses. Le bastion 2 est conservé sans modifications, la courtine entre ce dernier et le nouveau bastion 1 est régularisée et les tours médiévales remplacées par un rempart. Le bastion 3 est agrandi, son flanc droit est conservé, sa casemate n'étant probablement pas modifiée, sa face droite est cependant prolongée, tandis que son flanc gauche est agrandi, doté d'un orillon et d'une place basse similaires à celles des nouveaux bastions de la place.

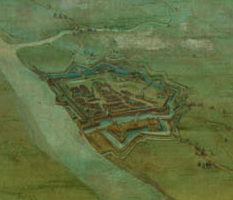
Détail de la ville de Thionville sur la peinture de Pieter Snayers.

La date précise des travaux est inconnue, Guillaume-Ferdinand Teissier cite néanmoins 1570 sous Jean de Wiltz (baron de Wiltz), gouverneur particulier de Thionville à qui il attribue la réalisation de travaux sur l'enceinte : « Jean Baron de Wiltz, [...] en augmenta les fortifications vers 1570, surtout dans la partie méridionale, par des fossés très-profonds, des bastions, des tours, des portes ; ses efforts furent longs et constants. »,.
À cette même époque ou probablement ultérieurement, des ouvrages extérieurs sont ajoutés. Au moment du siège de 1643, l'enceinte est complétée de demi-lunes devant les courtines 4-5, 5-6, 6-6, 7-1 et par un ouvrage à cornes à flancs droits devant la courtine 3-4, le tout est complété d'un glacis.

## Thionville française (1643-1800)

### Premières modifications

Peeter Snayers
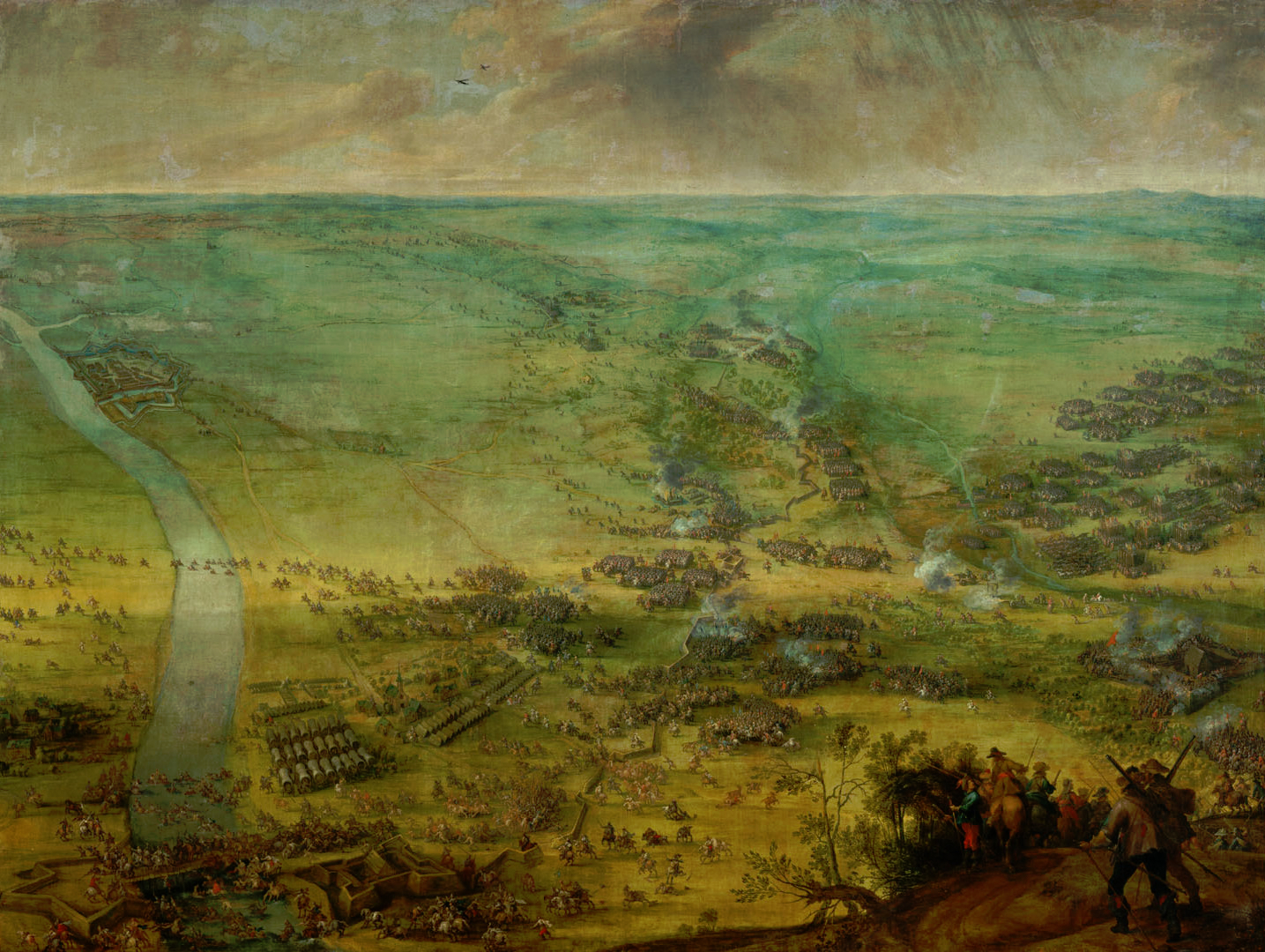
La bataille de Thionville. 1re phase
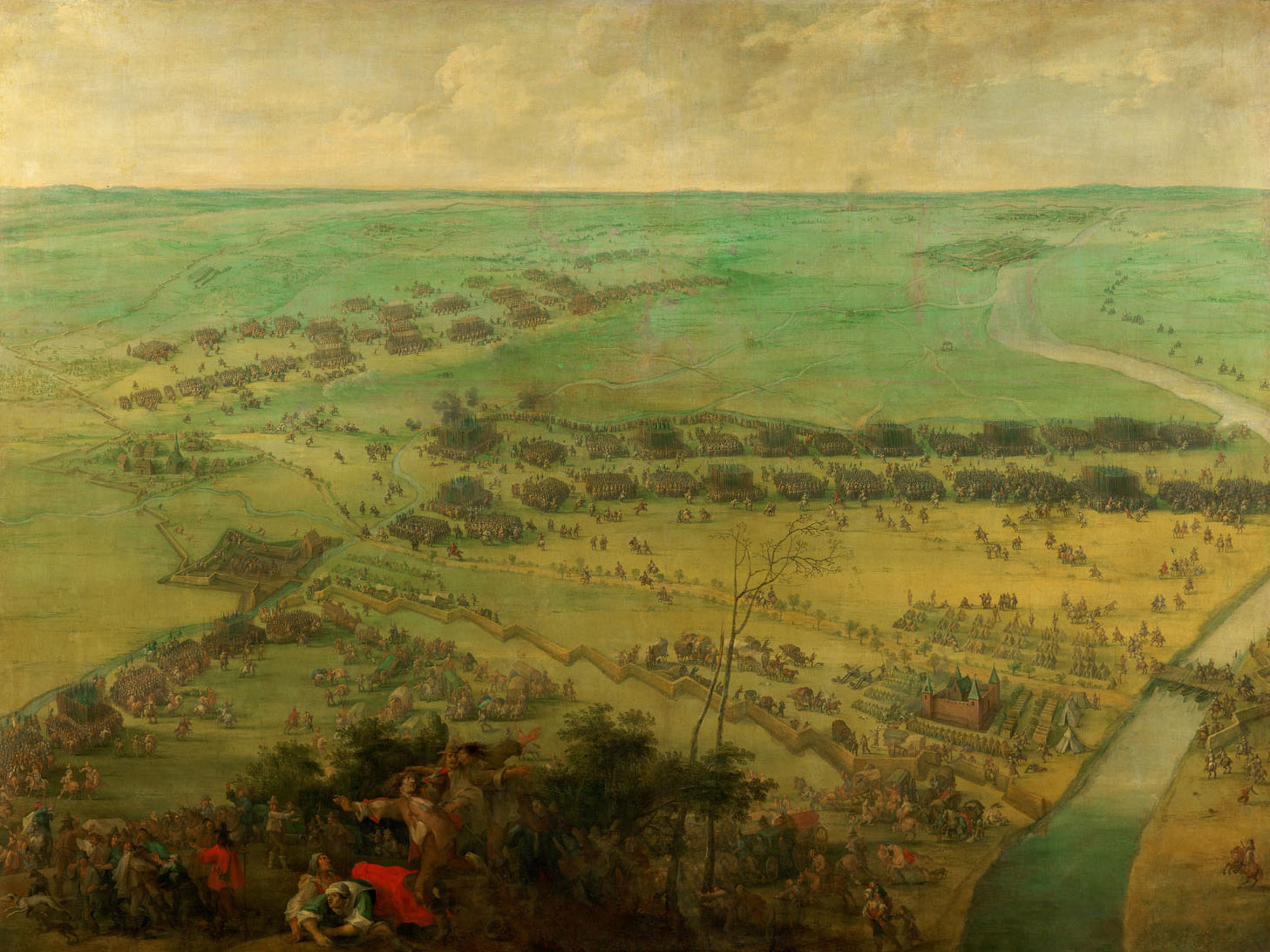
La bataille de Thionville. phase

Thionville est occupée par la France à la suite du siège de 1643, pour y être rattachée avec le Luxembourg français par le traité des Pyrénées en 1659. À cette période, l'enceinte subit un profond remaniement, les bastions sont modifiés par la création d'un retranchement : un fossé sépare la gorge des bastions de la tête, le retranchement est doté d'un parapet. Sur les bastions 1 et 3, le fossé servant au retranchement ne concerne que l'un des deux flancs du bastion (flanc droit du bastion 1 et flanc gauche du bastion 3). Par ailleurs, certaines courtines sont modifiées au coin des flancs des bastions avec celle-ci créant un rentrant tandis que la courtine 1-7 est doublée dans un but similaire.

Détail du bastion 7.
Détail du bastion 1.
Détail du bastion 3.

### Vauban à Thionville
C'est à Vauban que l'on doit la disposition principale du système de défense du corps de la place, formant un heptagone irrégulier dans lequel il a conservé des ouvrages antérieurs à 1643 et, surtout, les bastions arrondis, revêtus en briques. Cette conservation de constructions, non conformes à ce que le maréchal aurait tracé pour une forteresse entièrement neuve, donne à la place de Thionville, quand on l'examine en détail en 1828, une apparence de défaut d'ensemble qui cependant ne nuit pas à la défense.
En 1678, M. de Choisy, nommé commandant de Thionville et appartenant au corps des ingénieurs, en dirigea les fortifications ; à la même époque, Armand-Charles de Caumont avait à Thionville les fonctions d'ingénieur en chef. Vauban mourut en 1707 et Thionville resta longtemps dans l'état de défense où il l'avait mis. On trouva enfin qu'un ouvrage à cornes et ses accessoires étaient trop faibles sur la rive droite, comparaison faite avec les autres parties de la place.

### Les ajouts duXVIIIesiècle
Louis de Cormontaigne fut envoyé à Thionville, ses projets furent adoptés et pleinement exécutés, c'est à cette époque que fut construit le vaste ouvrage nommé « le Couronné d’Yutz ». M. de Cormontaigne ne resta pas constamment dans la cité thionvilloise, d'autres entreprises aussi importantes devaient partager son temps et ses soins. Le 12 septembre 1730, M. Quesnau de Clermont fut nommé directeur des fortifications à Thionville et pour d'autres places des Trois-Évêchés. En 1732, fut frappé une médaille de dix-huit lignes, à l'effigie du roi, et portant au revers pour légende : Pax provida. Cette prévoyance était l'augmentation des fortifications de Metz et de Thionville.
En 1738, M. de Gourdon, ingénieur en chef à Verdun fut envoyé à Thionville sous les ordres du comte d'Aumale, directeur des fortifications, qui succéda à M. Quesnau de Clermont, admis à la retraite. C'est sous le gouvernement du marquis de Creil (1743 à 1753), que le fort de la Double-Couronne fut commencé. D'après un écrit de François Petit, ancien  maire de Thionville, ce gouverneur posa « la première pierre dans les fondations du ceintre des latrines de la droite. » Il fut posé sous cette première pierre une plaque avec une inscription.
Après M. de Gourdon, il y eut pour ingénieur en chef M. Lebeuf, qui y était en 1743 ; puis Jean-Baptiste de La Chèze, lieutenant-colonel d'infanterie, qui était encore à Thionville en 1751. Lors de l'ordonnance royale du 5 mai 1758, qui sépara le génie de l'artillerie et qui créa le corps des ingénieurs, Pierre de Filley, un brigadier d'infanterie, était directeur des fortifications à Thionville, Longwy, Rodemack, Sierck et Bitche. L'ingénieur en chef à Thionville était M. Vitry de La Salle qui, en 1760, eut Claude d'Aumont pour successeur.

## Déclassement
Après avoir procédé à quelques restaurations à la fin du XIXe siècle, l'Empire allemand décide finalement de détruire les fortifications thionvilloises en 1902 pour permettre à la ville de s'étendre. Par ailleurs, la Moselstellung, qui concerne en partie Thionville, est en cours de construction à cette époque.

## Vestiges

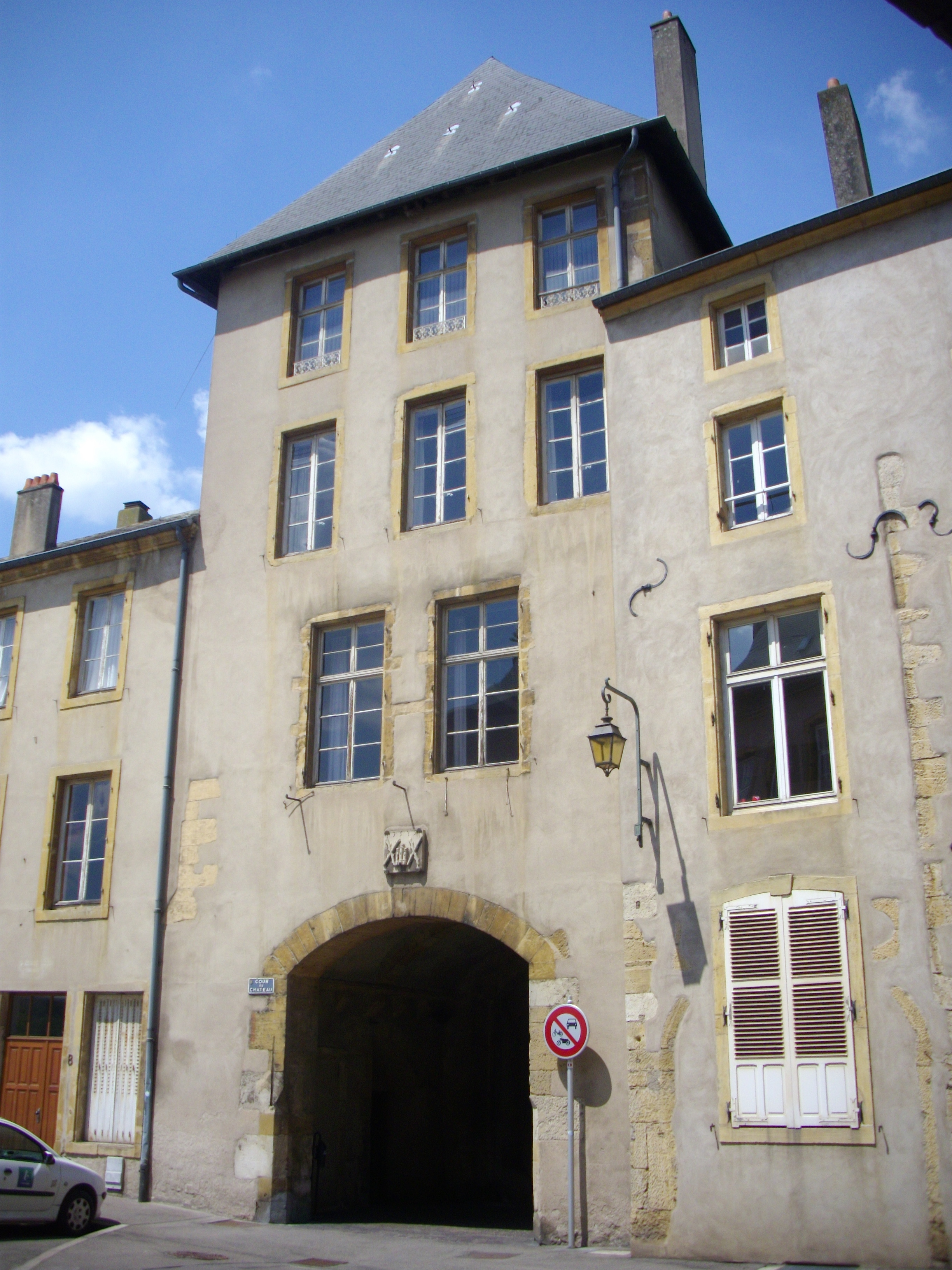
Les vestiges de l'ancien château, dont : la porte ;
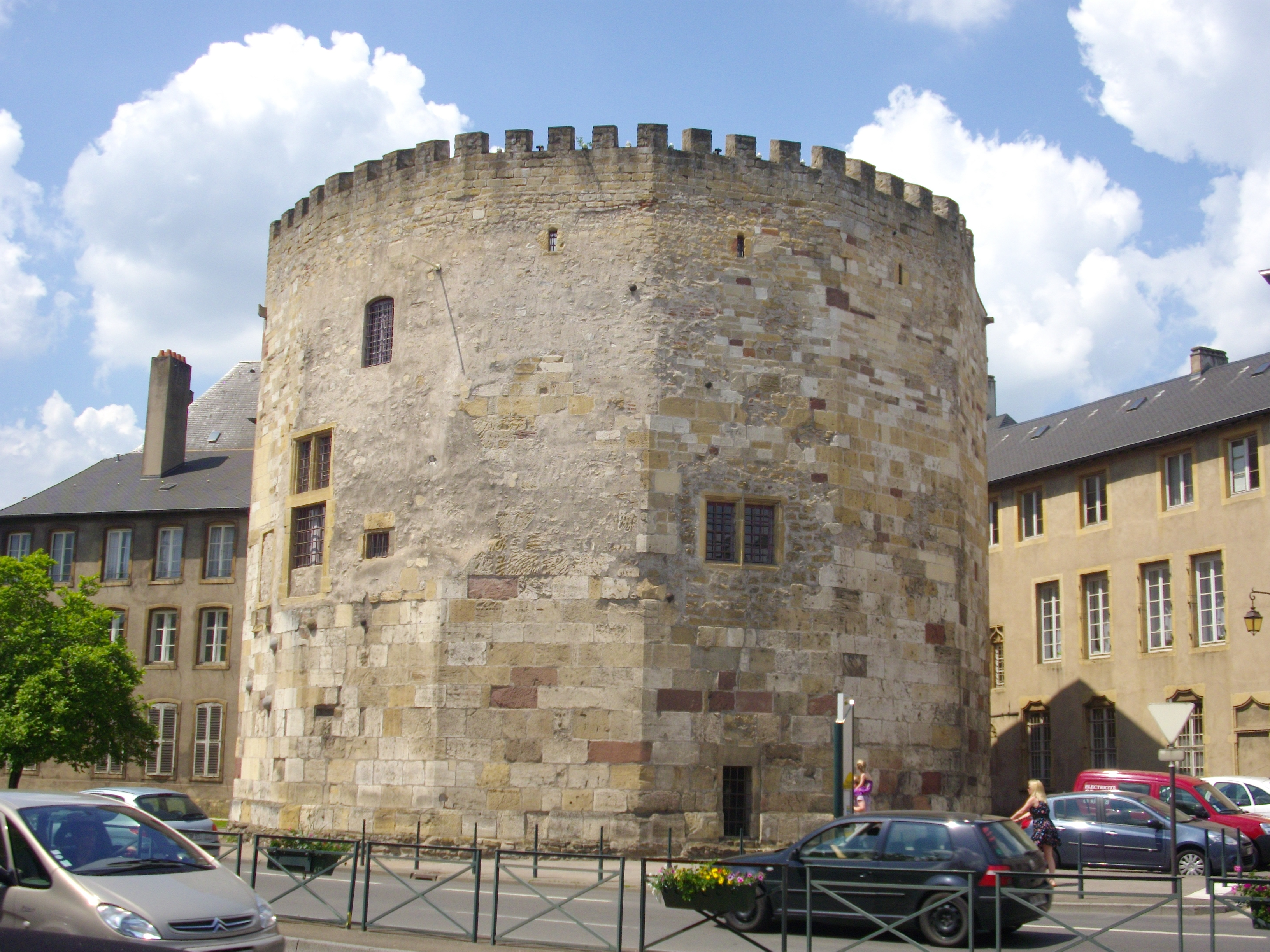
et la tour aux Puces (ancien donjon).
Les vestiges de l'enceinte principale, dont : le bastion de Metz (n°1, ou de la République) ;
Le batardeau et sa dame reliant le bastion de Metz à la contre-garde n°8 ;
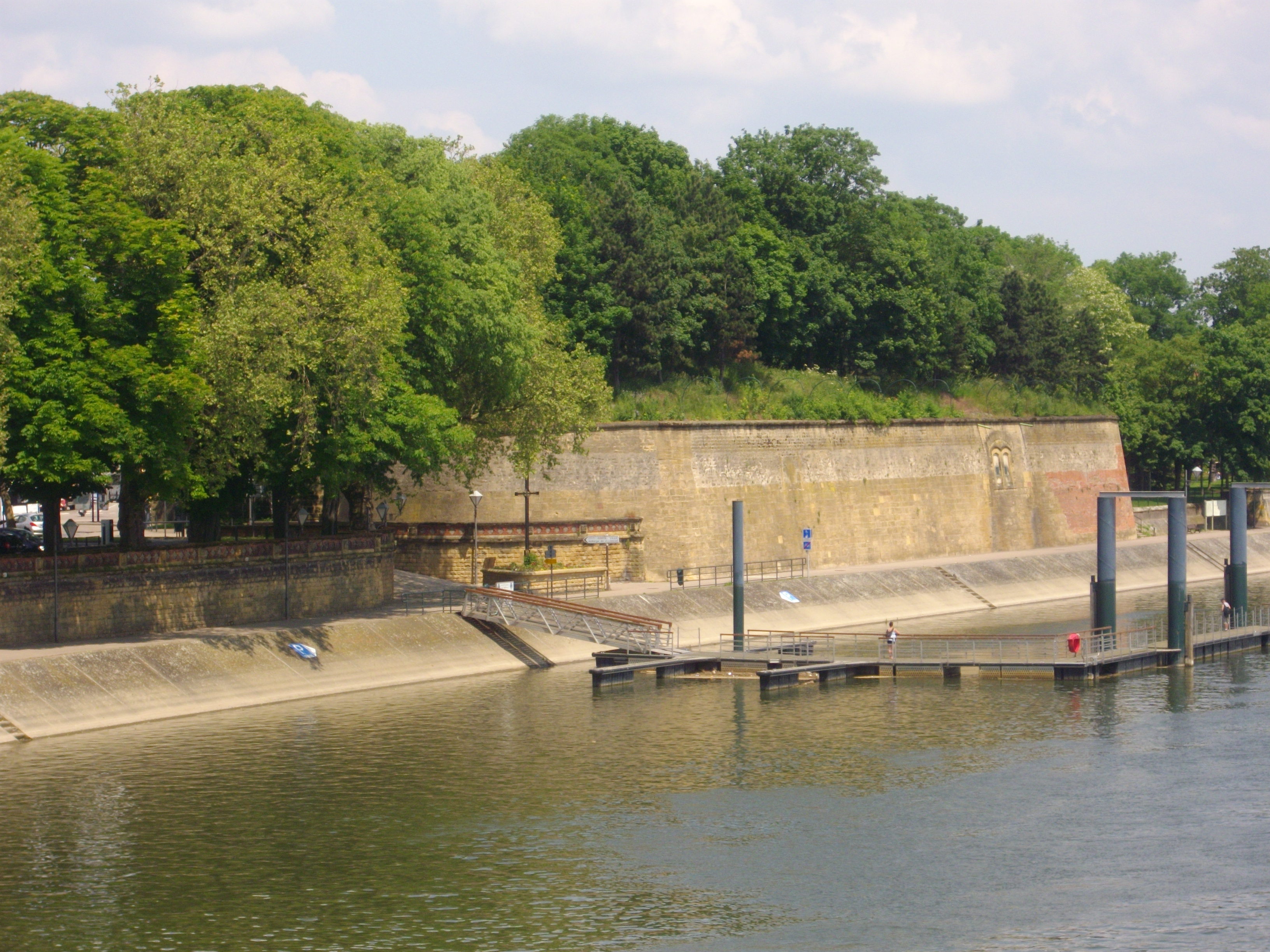
Le bastion de Saint-François (n°3, ou de l'Eau, ou du Luxembourg) ;
Une partie du couronnée d'Yutz ;
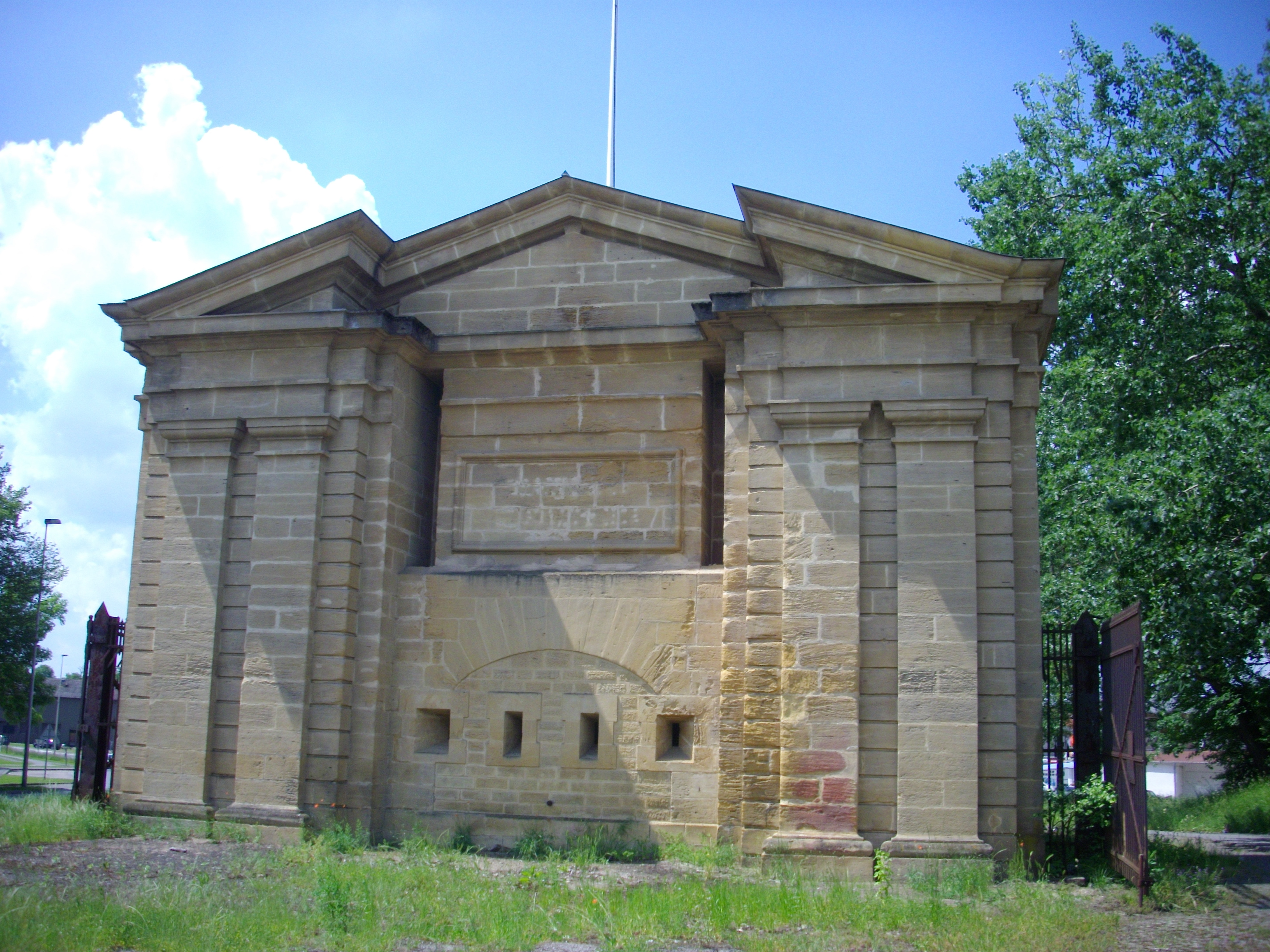
Porte du Couronné d'Yutz.
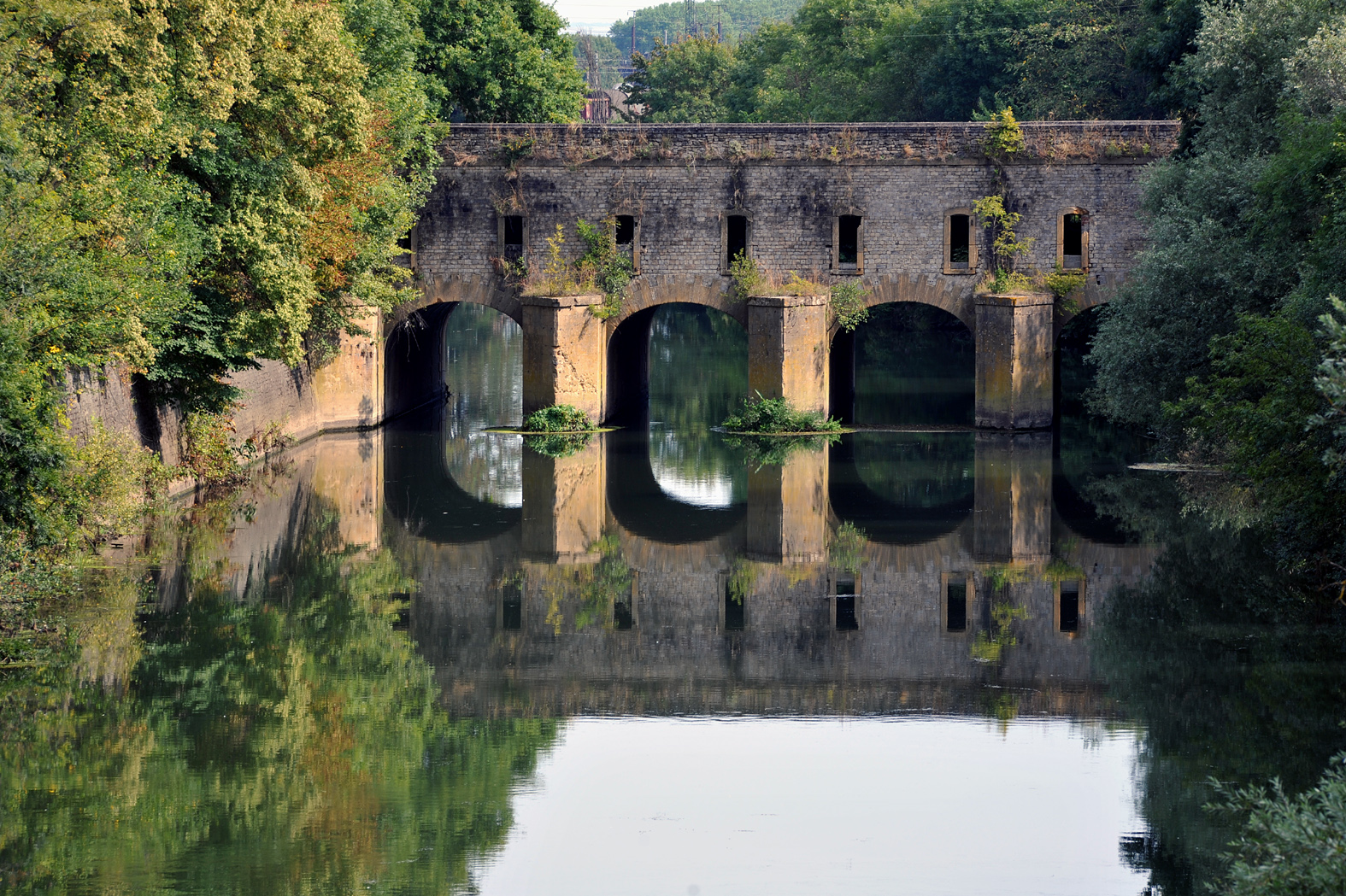
Les deux pont-écluses du couronné d'Yutz, dont le pont-écluse Nord appelé Pont du Couronné...
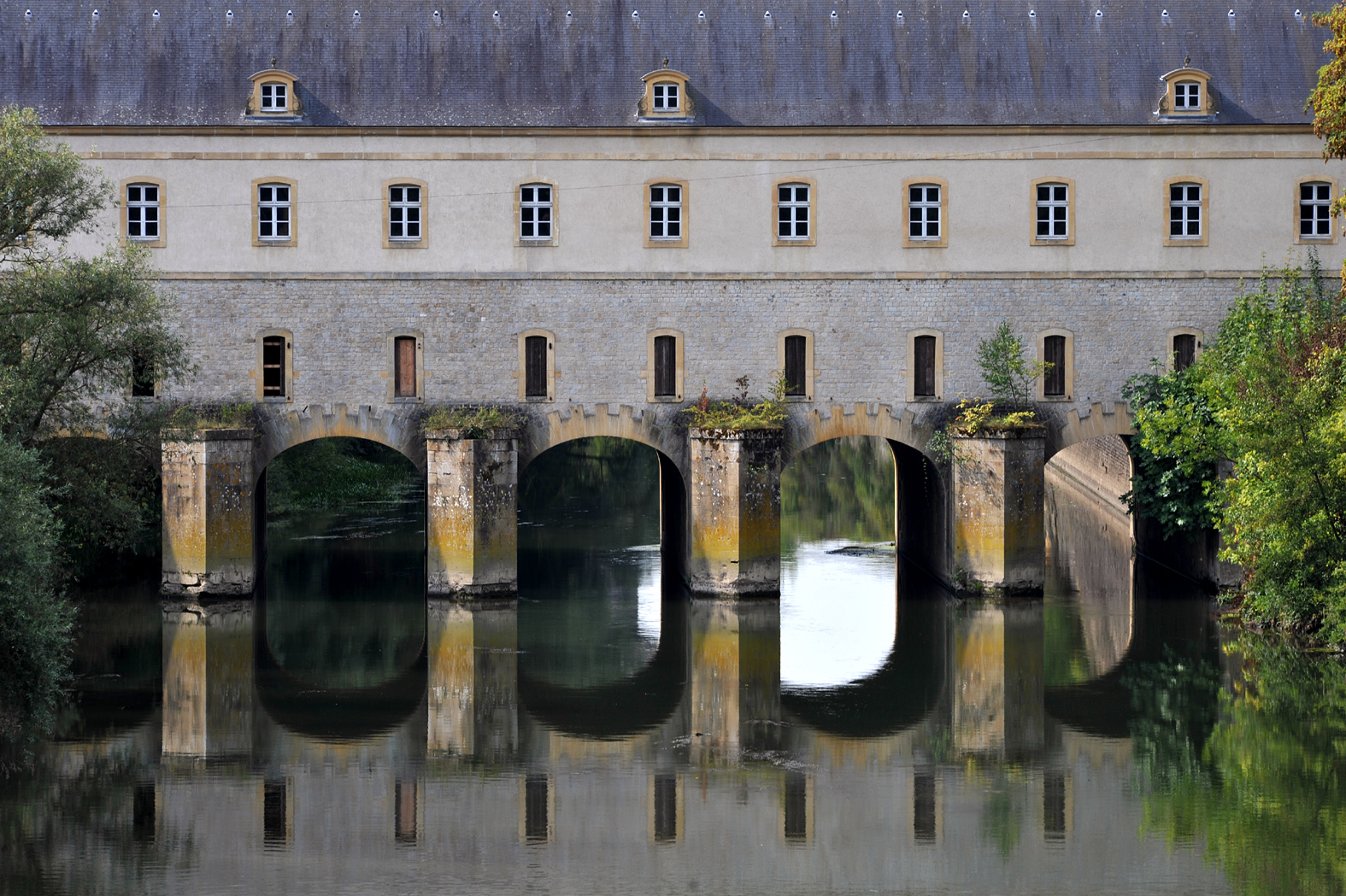
Et le pont-écluse sud ;

## Protection
L'enceinte de Thionville est partiellement classée MH depuis le 21 décembre 1984.

## Liste des ouvrages
| Nom               | Alias | Type             | Numéro (1693) | Remarques                          |
| ----------------- | ----- | ---------------- | ------------- | ---------------------------------- |
| Metz (de)         |       | bastion          | 1             |                                    |
| Le Ferdinand      |       | bastion          | 2             |                                    |
| l'Eau (de)        |       | bastion          | 3             |                                    |
| Luxembourg (de)   |       | bastion          | 4             |                                    |
| Luxembourg (de) * |       | demi-lune        | 13            | * Demi-lune de l'ouvrage à cornes. |
| Luxembourg (de)   |       | demi-lune        | 14            |                                    |
| Luxembourg (de)   |       | ouvrage à cornes | 12, 15        |                                    |
| Paille (de la)    |       | bastion          | 5             |                                    |
| Gesvre (de)       |       | bastion          | 6             |                                    |
| Anguien (d')      |       | bastion          | 6             |                                    |